# Pensar ràpid, pensar a poc a poc
Pensar ràpid, pensar a poc a poc, escrit per Daniel Kahneman, Premi Nobel d'Economia, reuneix el resultat de dècades de recerca de l'autor, sovint en col·laboració amb el psicòleg Amos Tversky. Les tres fases de la seva carrera són presents: els seus primers treballs sobre biaixos cognitius, el seu desenvolupament de la teoria prospectiva i els seus últims estudis sobre la felicitat. El contingut del llibre està organitzat al voltant de les dicotomies existents entre:
- dues maneres de pensar: el Sistema 1, ràpid, instintiu i emocional, i el Sistema 2, lent, més deliberatiu i més lògic;
- dues “espècies”, Econs, que viuen a la teoria, i Humans, al món real; i
- dues maneres de percebre el propi jo, l'experiència del viscut moment a moment, i el seu record.

## Sistema 1 i Sistema 2
A la primera part del llibre, Kahneman descriu les dues formes diferents en què la ment crea el pensament:
- Sistema 1: és ràpid, automàtic, freqüent, emocional, estereotipat i subconscient; la seva funció és generar intuïcions que sovint ens serveixen adequadament, però no sempre.
- Sistema 2: és lent, requereix esforç, poc freqüent, lògic, calculador i conscient; la seva funció és prendre les decisions finals després d'observar i controlar les intuïcions del sistema 1.

Kahneman detalla una sèrie d'experiments que donen llum sobre àrees en què el sistema 1 sembla dominar davant d'un sistema 2 que tendeix a ser mandrós. Estudia en particular biaixos cognitius com confondre causalitat amb casualitat, arribar a conclusions precipitades, exagerar l'efecte de les primeres impressions, confiar en excés en les dades conegudes sense tenir en compte altres dades també disponibles, i d'altres.

## Econs i Humans
La segona part del llibre explica per què costa tant als humans pensar estadísticament. Kahneman ho explica usant la teoria prospectiva que ell mateix va desenvolupar. Segons Kahneman, la teoria de la utilitat de Daniel Bernoulli, fins aleshores dominant i que assumeix que l'agent en teoria econòmica és racional i egoista, no reflecteix el comportament real de la gent perquè no té en compte els biaixos cognitius. Quan el nostre comportament reflecteix la teoria de la utilitat, actuem com a Econs; en la vida normal, però, actuem simplement com a Humans. Alguns dels biaixos en la presa de decisions que Kahneman ha estudiat experimentalment i presenta en aquesta secció són:
- Efecte marc: Les conclusions a què arribem depenen de punts inicials de referència; quan en un experiment es pregunta a participants si acceptarien sotmetre's a una operació quirúrgica donant a uns una possibilitat d'èxit del 90 %, i a uns altres un índex de mortalitat del 10 %, el percentatge dels primers que accepta el risc és molt més gran, tot i que la situació és la mateixa.
- Ancoratge: Tendim a ser influenciats per nombres irrellevants: en experiments, quan es parteix d'un número més alt, el participant dona una resposta més alta i viceversa.
- Heurística de la disponibilitat, una drecera mental que passa quan les persones fan judicis sobre la probabilitat que passi un fet, segons com sigui de fàcil pensar en exemples. De vegades, aquesta heurística és beneficiosa, però la freqüència amb què els esdeveniments vénen a la ment no solen ser reflex exacte de la probabilitat real que passin.
- Fal·làcia de la conjunció: tendim a substituir una pregunta complicada per una altra de més fàcil el que porta sovint a caure en la fal·làcia de la conjunció. En què Kahneman anomena el seu "millor conegut i més controvertit" experiment, es parla als participants d'una Linda imaginària, jove, soltera, franca i brillant, que com a estudiant, estava profundament preocupada per la discriminació i la justícia social. Quan se'ls pregunta si és més probable que Linda sigui caixera en un banc o caixera i activa feminista, la resposta que sempre guanya és la segona, encara que viola les lleis de la probabilitat.
- Il·lusió de control: Kahneman descriu un "biaix optimista omnipresent" que podria ser adaptatiu: l'optimista és més resistent psicològicament, té un sistema immunitari més fort i, de mitjana, viu més temps que el pessimista. L'optimisme ens protegeix de l'aversió a la pèrdua: la tendència de les persones a témer més una pèrdua que no pas a valorar obtenir un benefici. Un optimisme injustificat ens porta a la fal·làcia de la planificació, la tendència a sobreestimar els beneficis i subestimar els costos, impulsant la gent a prendre projectes arriscats.

## Experiència i record
En els seus estudis sobre la felicitat, a la tercera part del llibre, Kahneman proposa una nova manera de mesurar el plaer i el dolor, calculant-ho moment a moment i després sumant totes les dades del període estudiat. Amb anterioritat, l'única manera de calcular-ho era a través de sondejos i enquestes, que només podien mostrar com s'havia recordat, no com s'havia viscut. Els resultats d'ambdues maneres de mesurar, una basada en l'experiència i una altra en el record, rarament coincideixen. La conclusió a què arriba Kahneman és que el jo que recorda no té en compte la durada de l'experiència, sinó que la valora tenint en compte només el punt més alt (o més baix) i el moment final.

## Recepció
El llibre va rebre el Premi al Llibre de Los Angeles Times el 2011 i de l'Acadèmia Nacional de Ciències dels Estats Units del 2012. Va ser assenyalat com uns dels millors llibres de 2011 pel New York Times Book Review, The Economist i The Wall Street Journal.